# Troisième maison de Bragance
Pour les articles homonymes, voir Maison de Bragance, Bragance et Saxe-Cobourg et Gotha.
La troisième maison de Bragance ou maison de Bragance-Saxe-Cobourg et Gotha est une branche cadette de la maison de Saxe-Cobourg et Gotha, issue de la branche ernestine de la maison de Wettin . Elle règne sur le Portugal de 1853 à 1910 et est issue du mariage de la reine Marie II de Portugal avec le prince Ferdinand de Saxe-Cobourg et Gotha .
La troisième maison de Bragance est garante de la monarchie constitutionnelle et libérale du Portugal, institutionnalisée par la Constitution portugaise de 1838, en opposition à la monarchie migueliste (du roi usurpateur déchu Michel Ier) de tendance conservatrice et anti-libérale. Au Portugal, la loi salique n'est pas appliquée permettant ainsi aux femmes de régner en cas d'absence d'hériter mâle. De fait, cette troisième maison de Bragance (par les femmes) ne se distingue pas de la deuxième maison de Bragance à laquelle elle succède pleinement.
Le Portugal de cette époque connaît une modernisation avec l'apparition du chemin de fer ou encore du télégraphe. Cette modernisation et le développement économique du royaume dans cette seconde partie de XIXe siècle est marquée par les trois gouvernement de Fontes Pereira de Melo entre 1871 et 1886. Sa politique restera connue sous le nom de Fontisme. La période est aussi celle du développement colonial et du troisième empire colonial portugais avec l'extension des possessions portugaises en Afrique (Angola, Mozambique, Sao Tomé-et-Principe et Guinée-Bissau) mais leurs développements ne se fait pas ou peu. Il faut attendre l'Estado Novo de Salazar pour voir une importante politique de développement colonial. Les deux évènements marquant sont la conférence de Berlin en 1885 et l'ultimatum britannique de 1890 .
En revanche après la disparition de Fontes Pereira de Melo, la monarchie connaît une lente perte en popularité durant cette période dut aux problèmes politiques et sociales du pays. Le mouvement républicain prend alors de l'ampleur au point de renverser la monarchie en 1910 .
Maria Pia de Saxe-Cobourg-Gotha Bragance s'est affirmé de nombreuses années comme prétendante au trône du Portugal, bien que son ascendance est contestée. À défaut de preuve, on date la disparition de la maison le 2 juillet 1932 avec la mort de Manuel II alors en exil à Twickenham (Royaume-Uni).

## Monarques de la maison de Bragance-Saxe-Cobourg et Gotha
| Portrait     | Nom                                                                  | Règne                                                             | Lien avec le prédécesseur et notes |
| ------------ | -------------------------------------------------------------------- | ----------------------------------------------------------------- | --- |
| Ferdinand II | Ferdinand II le Roi-artiste (Roi consort et second mari de Marie II) | 16 septembre 1837 – 15 novembre 1853 (16 ans, 1 mois et 30 jours) | Neveu du roi Léopold Ier de Belgique et cousin germain de la future reine Victoria Ire du Royaume-Uni, il consacre la plus grande partie de son règne à la construction du Palais national de Pena à Sintra. |
| Pierre V     | Pierre V l'Optimiste                                                 | 15 novembre 1853 – 11 novembre 1861 (7 ans, 11 mois et 27 jours)  | Fils ainé de Ferdinand II et de Marie II, son court règne est marqué par une volonté de moderniser le pays, notamment en construisant des routes, des chemins de fer, le télégraphe et des améliorations dans la santé publique, il meurt sans héritier. |
| Louis Ier    | Louis Ier le Populaire                                               | 11 novembre 1861 – 19 octobre 1889 (27 ans, 11 mois et 8 jours)   | Second fils de Ferdinand II et de Marie II, il succède à son frère, le roi Pierre V. Sous son règne, il refuse la couronne espagnole en 1869 et la Caixa Geral de Depósitos, la première banque publique portugaise, est fondée en 1876. |
| Charles Ier  | Charles Ier le Diplomate                                             | 19 octobre 1889 – 1er février 1908 (18 ans, 3 mois et 13 jours)   | Fils ainé de Louis Ier, son règne est principalement marqué par l'Ultimatum britannique de 1890 faisant renoncer le Portugal aux territoires correspondant aujourd'hui au Zimbabwe et à la Zambie. Mais la situation économique désastreuse dans laquelle se trouve le pays donne de l'impulsion aux mouvements républicains, ce qui conduit à son assassinat et à celui de son fils ainé Louis Philippe de Bragance. Il s’agit de l’unique régicide de l’histoire du Portugal. |
| Manuel II    | Manuel II le Patriote                                                | 1er février 1908 – 5 octobre 1910 (2 ans, 8 mois et 4 jours)      | Second fils de Charles Ier, il accède au pouvoir après l'assassinat de son père et de son frère dans un pays extrêmement instable politiquement, rendant son règne intenable. Il est finalement renversé par une révolution l'obligeant à s'exiler vers le Royaume-Uni (où il meurt le 2 juillet 1932) et aboutissant à la Première République portugaise, mettant ainsi fin à près de 800 ans de monarchie portugaise.                                                         |

## Filiation
|                                       |                                       |                                       |                                       |                                       |                                       |                  |                  |                  |                  | Ferdinand II     | Ferdinand II     | Ferdinand II | Ferdinand II | Ferdinand II | Ferdinand II |             |             | Marie II    | Marie II    | Marie II  | Marie II  | Marie II                                     | Marie II                                     |                                              |                                              |                                              |                                              |                     |                     |  |  |                     |                     |                     |                     |                     |                     |  |  |            |            |            |            |            |            |  |  |         |         |         |         |         |         |  |  |         |         |         |         |         |         |  |  |
|                                       |                                       |                                       |                                       |                                       |                                       |                  |                  |                  |                  | Ferdinand II     | Ferdinand II     | Ferdinand II | Ferdinand II | Ferdinand II | Ferdinand II |             |             | Marie II    | Marie II    | Marie II  | Marie II  | Marie II                                     | Marie II                                     |                                              |                                              |                                              |                                              |                     |                     |  |  |                     |                     |                     |                     |                     |                     |  |  |            |            |            |            |            |            |  |  |         |         |         |         |         |         |  |  |         |         |         |         |         |         |  |  |
|                                       |                                       |                                       |                                       |                                       |                                       |                  |                  |                  |                  |                  |                  |              |              |              |              |             |             |             |             |           |           |                                              |                                              |                                              |                                              |                                              |                                              |                     |                     |  |  |                     |                     |                     |                     |                     |                     |  |  |            |            |            |            |            |            |  |  |         |         |         |         |         |         |  |  |         |         |         |         |         |         |  |  |
|                                       |                                       |                                       |                                       |                                       |                                       |                  |                  |                  |                  |                  |                  |              |              |              |              |             |             |             |             |           |           |                                              |                                              |                                              |                                              |                                              |                                              |                     |                     |  |  |                     |                     |                     |                     |                     |                     |  |  |            |            |            |            |            |            |  |  |         |         |         |         |         |         |  |  |         |         |         |         |         |         |  |  |
| Stéphanie de Hohenzollern-Sigmaringen | Stéphanie de Hohenzollern-Sigmaringen | Stéphanie de Hohenzollern-Sigmaringen | Stéphanie de Hohenzollern-Sigmaringen | Stéphanie de Hohenzollern-Sigmaringen | Stéphanie de Hohenzollern-Sigmaringen |                  |                  | Pierre V         | Pierre V         | Pierre V         | Pierre V         | Pierre V     | Pierre V     |              |              | Louis Ier   | Louis Ier   | Louis Ier   | Louis Ier   | Louis Ier | Louis Ier |                                              |                                              | Maria Pia de Savoie                          | Maria Pia de Savoie                          | Maria Pia de Savoie                          | Maria Pia de Savoie                          | Maria Pia de Savoie | Maria Pia de Savoie |  |  | Jean                | Jean                | Jean                | Jean                | Jean                | Jean                |  |  | Marie-Anne | Marie-Anne | Marie-Anne | Marie-Anne | Marie-Anne | Marie-Anne |  |  | Antonia | Antonia | Antonia | Antonia | Antonia | Antonia |  |  | Auguste | Auguste | Auguste | Auguste | Auguste | Auguste |  |  |
| Stéphanie de Hohenzollern-Sigmaringen | Stéphanie de Hohenzollern-Sigmaringen | Stéphanie de Hohenzollern-Sigmaringen | Stéphanie de Hohenzollern-Sigmaringen | Stéphanie de Hohenzollern-Sigmaringen | Stéphanie de Hohenzollern-Sigmaringen |                  |                  | Pierre V         | Pierre V         | Pierre V         | Pierre V         | Pierre V     | Pierre V     |              |              | Louis Ier   | Louis Ier   | Louis Ier   | Louis Ier   | Louis Ier | Louis Ier |                                              |                                              | Maria Pia de Savoie                          | Maria Pia de Savoie                          | Maria Pia de Savoie                          | Maria Pia de Savoie                          | Maria Pia de Savoie | Maria Pia de Savoie |  |  | Jean                | Jean                | Jean                | Jean                | Jean                | Jean                |  |  | Marie-Anne | Marie-Anne | Marie-Anne | Marie-Anne | Marie-Anne | Marie-Anne |  |  | Antonia | Antonia | Antonia | Antonia | Antonia | Antonia |  |  | Auguste | Auguste | Auguste | Auguste | Auguste | Auguste |  |  |
|                                       |                                       |                                       |                                       |                                       |                                       |                  |                  |                  |                  |                  |                  |              |              |              |              |             |             |             |             |           |           |                                              |                                              |                                              |                                              |                                              |                                              |                     |                     |  |  |                     |                     |                     |                     |                     |                     |  |  |            |            |            |            |            |            |  |  |         |         |         |         |         |         |  |  |         |         |         |         |         |         |  |  |
|                                       |                                       |                                       |                                       |                                       |                                       |                  |                  |                  |                  |                  |                  |              |              |              |              |             |             |             |             |           |           |                                              |                                              |                                              |                                              |                                              |                                              |                     |                     |  |  |                     |                     |                     |                     |                     |                     |  |  |            |            |            |            |            |            |  |  |         |         |         |         |         |         |  |  |         |         |         |         |         |         |  |  |
|                                       |                                       |                                       |                                       |                                       |                                       | Amélie d'Orléans | Amélie d'Orléans | Amélie d'Orléans | Amélie d'Orléans | Amélie d'Orléans | Amélie d'Orléans |              |              | Charles Ier  | Charles Ier  | Charles Ier | Charles Ier | Charles Ier | Charles Ier |           |           |                                              |                                              | Alphonse                                     | Alphonse                                     | Alphonse                                     | Alphonse                                     | Alphonse            | Alphonse            |  |  | Nevada Stoody Hayes | Nevada Stoody Hayes | Nevada Stoody Hayes | Nevada Stoody Hayes | Nevada Stoody Hayes | Nevada Stoody Hayes |  |  |            |            |            |            |            |            |  |  |         |         |         |         |         |         |  |  |         |         |         |         |         |         |  |  |
|                                       |                                       |                                       |                                       |                                       |                                       | Amélie d'Orléans | Amélie d'Orléans | Amélie d'Orléans | Amélie d'Orléans | Amélie d'Orléans | Amélie d'Orléans |              |              | Charles Ier  | Charles Ier  | Charles Ier | Charles Ier | Charles Ier | Charles Ier |           |           |                                              |                                              | Alphonse                                     | Alphonse                                     | Alphonse                                     | Alphonse                                     | Alphonse            | Alphonse            |  |  | Nevada Stoody Hayes | Nevada Stoody Hayes | Nevada Stoody Hayes | Nevada Stoody Hayes | Nevada Stoody Hayes | Nevada Stoody Hayes |  |  |            |            |            |            |            |            |  |  |         |         |         |         |         |         |  |  |         |         |         |         |         |         |  |  |
|                                       |                                       |                                       |                                       |                                       |                                       |                  |                  |                  |                  |                  |                  |              |              |              |              |             |             |             |             |           |           |                                              |                                              |                                              |                                              |                                              |                                              |                     |                     |  |  |                     |                     |                     |                     |                     |                     |  |  |            |            |            |            |            |            |  |  |         |         |         |         |         |         |  |  |         |         |         |         |         |         |  |  |
|                                       |                                       |                                       |                                       |                                       |                                       |                  |                  |                  |                  |                  |                  |              |              |              |              |             |             |             |             |           |           |                                              |                                              |                                              |                                              |                                              |                                              |                     |                     |  |  |                     |                     |                     |                     |                     |                     |  |  |            |            |            |            |            |            |  |  |         |         |         |         |         |         |  |  |         |         |         |         |         |         |  |  |
|                                       |                                       |                                       |                                       | Louis-Philippe                        | Louis-Philippe                        | Louis-Philippe   | Louis-Philippe   | Louis-Philippe   | Louis-Philippe   |                  |                  |              |              | Manuel II    | Manuel II    | Manuel II   | Manuel II   | Manuel II   | Manuel II   |           |           | Augusta Victoria de Hohenzollern-Sigmaringen | Augusta Victoria de Hohenzollern-Sigmaringen | Augusta Victoria de Hohenzollern-Sigmaringen | Augusta Victoria de Hohenzollern-Sigmaringen | Augusta Victoria de Hohenzollern-Sigmaringen | Augusta Victoria de Hohenzollern-Sigmaringen |                     |                     |  |  |                     |                     |                     |                     |                     |                     |  |  |            |            |            |            |            |            |  |  |         |         |         |         |         |         |  |  |         |         |         |         |         |         |  |  |
|                                       |                                       |                                       |                                       | Louis-Philippe                        | Louis-Philippe                        | Louis-Philippe   | Louis-Philippe   | Louis-Philippe   | Louis-Philippe   |                  |                  |              |              | Manuel II    | Manuel II    | Manuel II   | Manuel II   | Manuel II   | Manuel II   |           |           | Augusta Victoria de Hohenzollern-Sigmaringen | Augusta Victoria de Hohenzollern-Sigmaringen | Augusta Victoria de Hohenzollern-Sigmaringen | Augusta Victoria de Hohenzollern-Sigmaringen | Augusta Victoria de Hohenzollern-Sigmaringen | Augusta Victoria de Hohenzollern-Sigmaringen |                     |                     |  |  |                     |                     |                     |                     |                     |                     |  |  |            |            |            |            |            |            |  |  |         |         |         |         |         |         |  |  |         |         |         |         |         |         |  |  |